# Simon Rennie
Simon Rennie (Coventry; 29 de abril de 1980) es un ingeniero de automovilismo británico. Actualmente es el líder del grupo de ingeniería de simulación en el equipo de Fórmula 1 Red Bull Racing.

## Carrera
Rennie nació en Northallerton, Yorkshire del Norte y comenzó a trabajar para el equipo Renault F1 Team en 2004. En 2005 actuó como ingeniero de datos del piloto campeón de aquel año, el español Fernando Alonso. Alonso y Renault retuvieron los títulos que ganaron en 2005 en la temporada 2006.
Para la temporada 2007 Rennie se colocó en el mismo rol, esta vez con el piloto finlandés Heikki Kovalainen, quien llegó a Renault tras la marcha de Alonso.
En 2008, permaneció como ingeniero de datos en Renault. Trabajó junto a Alonso, quien regresó al equipo después de quedar tercero en McLaren. Alonso y Renault obtuvieron victorias consecutivas en Singapur y Japón dos semanas después.
La temporada 2009 vio a Rennie ascendido a ingeniero de carrera a Fernando Alonso. El equipo no logró alcanzar el éxito de ganar carreras del año anterior. El año de Renault estuvo dominado por el escándalo Crashgate, donde fueron acusados y declarados culpables de arreglar la carrera en Singapur del año pasado.
Por segunda temporada consecutiva, se mantuvo en su puesto en el equipo Renault en la temporada 2010, que venía atravesando importantes cambios de dirección, personal y patrocinio. Actuó como ingeniero de carrera del piloto polaco Robert Kubica.
Rennie habría actuado como ingeniero de carrera de Kubica en 2011, para el nuevo equipo, Lotus Renault F1, si no hubiera sido por un incidente de rally en Italia, un mes antes de la apertura de la temporada en Baréin, lo que resultó en que Kubica quedara fuera de juego con múltiples fracturas y una mano derecha parcialmente amputada. Rennie fue ingeniero de carrera del piloto alemán Nick Heidfeld, quien actuó como reemplazo del polaco durante su recuperación.
Durante 2012, fue uno de los dos ingenieros de carrera de Kimi Räikkönen. El otro de los ingenieros de Räikkönen fue Mark Slade. Durante el Gran Premio de Abu Dabi, Rennie le dijo a Räikkönen en la radio del equipo sobre la ventaja que tenía el finlandés sobre el segundo clasificado Fernando Alonso, piloto de Ferrari, y que lo mantendría actualizado sobre el ritmo del español. El finlandés respondió por radio diciendo «Leave me alone, I know what to do» («Déjame solo, se lo que tengo que hacer»). El mensaje ha recibido una amplia cobertura mediática y fue bien recibido por la afición. El director de Lotus F1 Team, Eric Boullier, dijo que el mensaje «se ha convertido en un clásico de la Fórmula 1».
Para 2013 Rennie se unió a los campeones defensores de Pilotos y Constructores, Red Bull Racing, para reemplazar al ingeniero de carrera de Mark Webber, Ciaron Pilbeam, mientras que Pilbeam asumió el cargo de ingeniero jefe de Räikkönen en Lotus, sus funciones efectivamente reemplazándose entre sí. Después del retiro de Webber, Rennie pasó a trabajar con Daniel Ricciardo en 2014. En 2019, pasó a ocupar un puesto de fábrica dentro del equipo Red Bull, considerado un factor en la salida de Ricciardo del equipo ese año. Fue reemplazado como ingeniero de carrera por Mike Lugg.
En 2020, Rennie volvió a la acción en la pista en Red Bull para convertirse en el ingeniero de carrera de Alexander Albon, reemplazando a Lugg, quien a pedido del tailandés, quería «un ingeniero con más experiencia».
En 2021, se hizo a un lado como ingeniero de carrera y Hugh Bird asumió el cargo de ingeniero de carrera en lugar del reemplazo de Albon, Sergio Pérez.